# 野田直司
野田 直司（のだ ただし、1981年12月4日 - ）は、京都府出身のプロ野球・サッカー指導者。

## 来歴
関西鍼灸短期大学卒業後、四国アイランドリーグplusやJリーグでフィジカルコーチ・トレーナーを歴任。2017年よりサガン鳥栖コンディショニングコーチを務める。2019年5月、サガン鳥栖のフィジカルコーチに就任。
インターネット上では、福岡に拠点を置くSCL鍼灸整骨院との共同で科学的な知見を情報発信したり、コーチングの技術を用いて個人の行動変容へ導くような場を提供するためのオンラインサロンを運営している。

## 指導歴
- 2005年 - 2006年  高知ファイティングドッグス トレーナー
- 2006年 - 2011年  アビスパ福岡
  - 2006年 - 2008年 アカデミー トレーナー
  - 2008年 - 2010年 トップチーム兼アカデミー トレーナー
  - 2010年 - 2011年 アカデミー トレーナー兼フィジカルコーチ
- 2011年 - 2014年  大宮アルディージャ トレーナー
- 2015年 - 2016年  アビスパ福岡アカデミー コンディショニングコーチ
- 2017年 - 2024年  サガン鳥栖
  - 2017年 - 2019年5月 トップチーム コンディショニングコーチ
  - 2019年5月 - 2024年 トップチーム フィジカルコーチ
- 2025年 -  アビスパ福岡 フィジカルコーチ